# Tidiba
Tidiba (auch: Tibida) ist ein Dorf in der Stadtgemeinde Filingué in Niger.

## Geographie
Das von einem traditionellen Ortsvorsteher (chef traditionnel) geleitete Dorf liegt im Trockental Dallol Bosso. Es befindet sich rund 24 Kilometer nördlich des Stadtzentrums von Filingué, der Hauptstadt des gleichnamigen Departements Filingué, das zur Region Tillabéri gehört. Zu den Siedlungen in der näheren Umgebung von Tidiba zählen Takoussa im Norden, Talcho im Osten und Toukounous im Süden.
Es herrscht das Klima der Sahelzone vor, mit einer durchschnittlichen jährlichen Niederschlagsmenge zwischen 300 und 400 mm.

## Geschichte
Das Dorf Tidiba wurde 1927 gegründet. Die United States Agency for International Development finanzierte von 2011 und 2013 Programme, um die Ernährungssicherheit von Haushalten an den internationalen Transhumanz-Korridoren im Norden der Region Tillabéri zu verbessern. Im Zuge dessen wurden Brunnen in Tidiba und weiteren Dörfern saniert.

## Bevölkerung
Bei der Volkszählung 2012 hatte Tidiba 722 Einwohner, die in 115 Haushalten lebten. Bei der Volkszählung 2001 betrug die Einwohnerzahl 400 in 53 Haushalten und bei der Volkszählung 1988 belief sich die Einwohnerzahl auf 543 in 76 Haushalten.

## Wirtschaft und Infrastruktur
Viehwirtschaft wird in Tidiba überwiegend als Agropastoralismus, daneben auch als Pastoralismus betrieben. Der Gemüseanbau wurde nach der Dürre von 1984 eingeführt, um die Abhängigkeit von Getreide zu verringern. Es gibt eine Schule im Dorf.